# Ancistrocerus inconstans
Ancistrocerus inconstans är en stekelart som först beskrevs av Henri Saussure.  Ancistrocerus inconstans ingår i släktet murargetingar, och familjen Eumenidae. Inga underarter finns listade i Catalogue of Life.